# Millenniums-Entwicklungsziele
Die Millenniums-Entwicklungsziele (englischer Originaltitel: Millennium Development Goals, MDG) der Vereinten Nationen waren acht Entwicklungsziele für das Jahr 2015, die im Jahr 2000 von einer Arbeitsgruppe aus Vertretern der Vereinten Nationen, der Weltbank, des IWF und des Entwicklungsausschusses Development Assistance Committee der OECD formuliert worden sind. Sie wurden aus der Millenniumserklärung abgeleitet, die im Rahmen des so genannten Millennium-Gipfels von den Vereinten Nationen verabschiedet wurde.
Ende September 2015 wurden die MDG durch die 17 auf dem Weltgipfel für nachhaltige Entwicklung 2015 in New York von den 193 aktuellen Mitgliedsstaaten der UNO einstimmig verabschiedeten weltweiten Ziele für nachhaltige Entwicklung (SDG, englisch, „nachhaltige Entwicklungsziele“) ergänzt: Nach ihnen sollen unter anderem bis 2030 weltweit Armut und Hunger verschwunden sein.

## Millennium-Gipfel

Die Millenniums-Entwicklungsziele sind eine Initiative der Vereinten Nationen.

Als Millennium-Gipfel (englisch Millennium Assembly) wird die 55. Generalversammlung der Vereinten Nationen bezeichnet, die vom 6. bis 8. September 2000 in New York stattfand. Auf der bis dahin größten Zusammenkunft von Staats- und Regierungschefs einigten sich die Teilnehmer auf einen Maßnahmenkatalog mit konkreten Ziel- und Zeitvorgaben und dem übergeordneten Ziel, die Armut in der Welt bis zum Jahr 2015 zu halbieren: den Millenniums-Entwicklungszielen. Dabei listete eine politische Bestandsaufnahme der Vereinten Nationen folgende Fakten auf:
- Zum Zeitpunkt der Bestandsaufnahme lebten über eine Milliarde Menschen in extremer Armut – das heißt, jeder fünfte Mensch hatte weniger als den Gegenwert eines US-Dollars (Kaufkraftparität) pro Tag für seinen Lebensunterhalt zur Verfügung.
- Mehr als 700 Millionen Menschen hungerten und waren unterernährt.
- Mehr als 115 Millionen Kinder im Volksschulalter hatten keine Möglichkeit zur Bildung, d. h., sie konnten weder lesen noch schreiben.
- Über einer Milliarde Menschen war der Zugang zu sauberem Trinkwasser verwehrt, mehr als zwei Milliarden hatten keine Möglichkeit, sanitäre Anlagen zu nutzen. Diese Menschen hatten kaum Chancen, sich an gesellschaftlichen, ökonomischen und politischen Prozessen zu beteiligen.

## Millenniumserklärung
Am 9. September 2000 beschlossen 189 Mitgliedsstaaten der Vereinten Nationen die Millenniumserklärung. Zur Umsetzung der Erklärung wurde ein Katalog grundsätzlicher, verpflichtender Zielsetzungen für alle Mitgliedstaaten erarbeitet. Armutsbekämpfung, Friedenserhaltung und Umweltschutz wurden als die wichtigsten Ziele der internationalen Gemeinschaft bestätigt. Das Hauptaugenmerk lag hierbei auf dem Kampf gegen die extreme Armut: Armut wurde nicht mehr nur allein als Einkommensarmut verstanden, sondern umfassender als Mangel an Chancen und Möglichkeiten.
Reiche wie auch arme Länder verpflichteten sich, die Armut drastisch zu reduzieren und Ziele wie die Achtung der menschlichen Würde, Gleichberechtigung, Demokratie, ökologische Nachhaltigkeit und Frieden zu verwirklichen.
Im Vergleich zu früheren Entwicklungsdekaden sind die Ziele umfassender, konkreter und mehrheitlich mit eindeutigem Zeithorizont versehen. Außerdem ist zu erwähnen, dass sich nie zuvor neben Regierungen auch Unternehmen, internationale Organisationen, aber auch die Zivilgesellschaft so einstimmig zu einem Ziel bekannt hatten und sich einig waren, dass der Ausbreitung der Armut Einhalt geboten werden muss.
Oberstes Ziel war die globale Zukunftssicherung, für die vier programmatische Handlungsfelder festgelegt wurden:
- Frieden, Sicherheit und Abrüstung
- Entwicklung und Armutsbekämpfung
- Schutz der gemeinsamen Umwelt
- Menschenrechte, Demokratie und gute Regierungsführung

### Die Ziele im Einzelnen

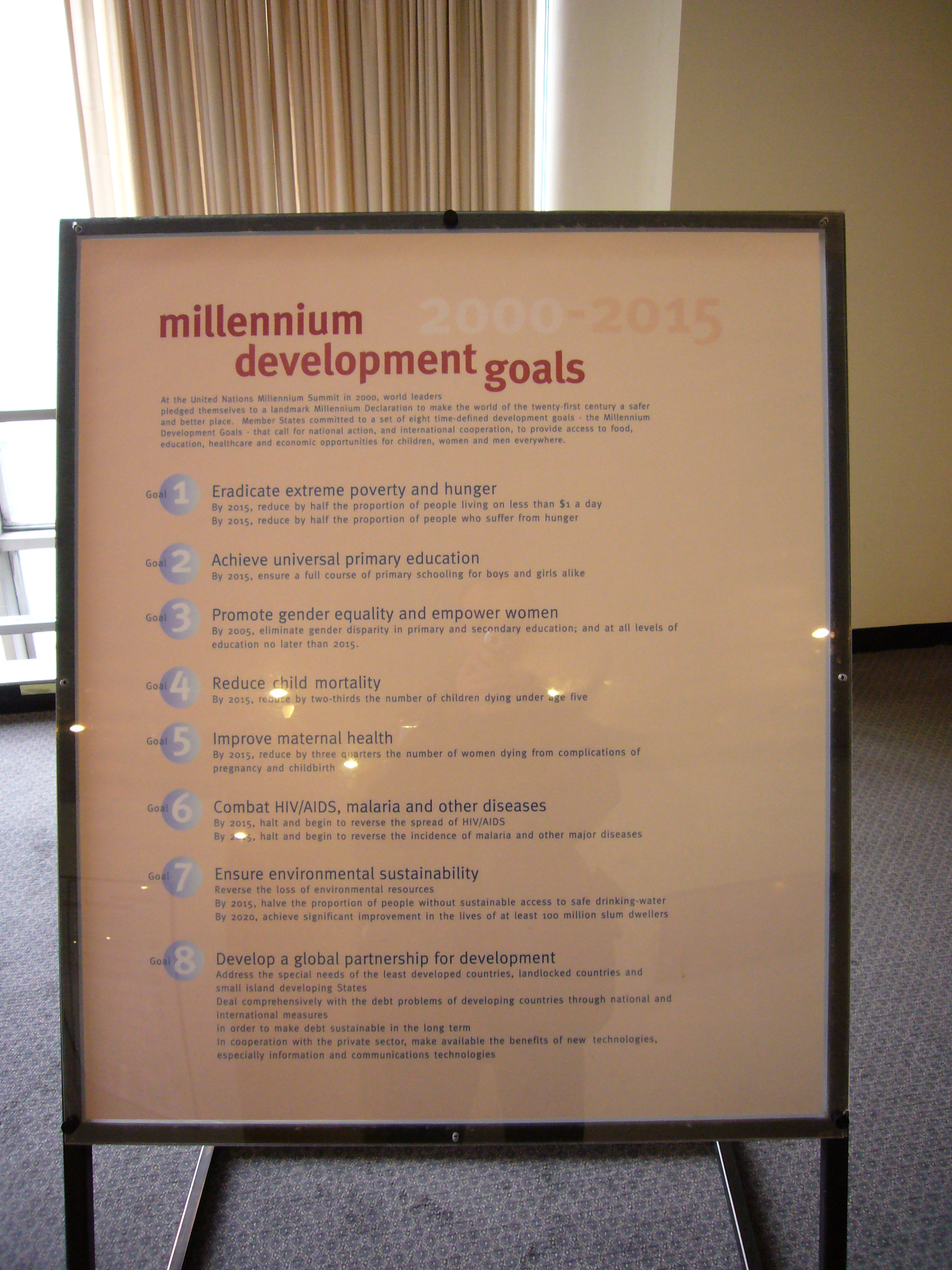
Tafel mit den Millenniums-Zielen der Vereinten Nationen im UN-Hauptquartier in New York

1. Bekämpfung von extremer Armut und Hunger
  - Zwischen 1990 und 2015 den Anteil der Menschen halbieren, die weniger als den Gegenwert von einem US-Dollar pro Tag zum Leben haben.
  - Zwischen 1990 und 2014 den Anteil der Menschen halbieren, die Hunger leiden.
  - Vollbeschäftigung in ehrbarer Arbeit für alle erreichen, auch für Frauen und Jugendliche.
2. Primärschulbildung für alle
  - Bis zum Jahr 2015 sicherstellen, dass Kinder in der ganzen Welt, Mädchen wie Jungen, eine Primärschulbildung vollständig abschließen.
3. Gleichstellung der Geschlechter / Stärkung der Rolle der Frauen
  - Das Geschlechtergefälle in der Primar- und Sekundarschulbildung beseitigen, möglichst bis 2005 und auf allen Bildungsebenen bis spätestens 2015.
4. Senkung der Kindersterblichkeit
  - Zwischen 1991 und 2015 Senkung der Kindersterblichkeit von unter Fünfjährigen um zwei Drittel (von 10,6 Prozent auf 3,5 Prozent).
5. Verbesserung der Gesundheitsversorgung der Mütter
  - Zwischen 1990 und 2015 Senkung der Sterblichkeitsrate von Müttern um drei Viertel.
  - Bis 2015 allgemeinen Zugang zu reproduktiver Gesundheit erreichen.
6. Bekämpfung von HIV/AIDS, Malaria und anderen schweren Krankheiten
  - Bis 2015 die Ausbreitung von HIV/AIDS zum Stillstand bringen und eine Trendumkehr bewirken.
  - Bis 2010 weltweiten Zugang zu medizinischer Versorgung für alle HIV/AIDS-Infizierten erreichen, die diese benötigen.
  - Bis 2015 die Ausbreitung von Malaria und anderen schweren Krankheiten zum Stillstand bringen und eine Trendumkehr bewirken.
7. Ökologische Nachhaltigkeit
  - Die Grundsätze der nachhaltigen Entwicklung in der Politik und den Programmen der einzelnen Staaten verankern und die Vernichtung von Umweltressourcen eindämmen.
  - Den Verlust der Biodiversität verringern, bis 2010 eine signifikante Drosselung der Verlustrate erreichen.
  - Bis 2015 Halbierung des Anteils der Menschen ohne dauerhaft gesicherten Zugang zu hygienisch einwandfreiem Trinkwasser (von 65 Prozent auf 32 Prozent).
  - Bis 2020 eine deutliche Verbesserung der Lebensbedingungen von mindestens 100 Millionen Slumbewohnern bewirken.
8. Aufbau einer globalen Partnerschaft für Entwicklung
  - Weitere Fortschritte bei der Entwicklung eines offenen, regelgestützten, berechenbaren und nicht diskriminierenden Handels- und Finanzsystems. Dies umfasst die Verpflichtung zu verantwortungsbewusster Regierungsführung, zu Entwicklung und zur Senkung der Armut – sowohl auf nationaler als auch auf internationaler Ebene.
  - Berücksichtigung der besonderen Bedürfnisse der am wenigsten entwickelten Länder. Das beinhaltet den Abbau von Handelshemmnissen, Schuldenerleichterung und -erlass, besondere finanzielle Unterstützung der aktiv um Armutsminderung bemühten Länder.
  - Den besonderen Bedürfnissen der Binnen- und kleinen Insel-Entwicklungsländern Rechnung tragen.
  - Umfassende Anstrengungen auf nationaler und internationaler Ebene zur Lösung der Schuldenprobleme der Entwicklungsländer.
  - In Zusammenarbeit mit den Entwicklungsländern Strategien zur Schaffung menschenwürdiger und sinnvoller Arbeitsplätze für junge Menschen erarbeiten und umsetzen.
  - In Zusammenarbeit mit den Pharmaunternehmen Zugang zu unentbehrlichen Arzneimitteln zu erschwinglichen Preisen in Entwicklungsländern gewährleisten.
  - In Zusammenarbeit mit dem privaten Sektor dafür sorgen, dass die Vorteile neuer Technologien, insbesondere von Informations- und Kommunikationstechnologien, von Entwicklungsländern genutzt werden können.

### Messbarkeit
Um die Erreichung dieser Ziele messbar zu machen, legten die Verfasser der Erklärung 18 Unterpunkte und 48 Indikatoren sowie 1990 als Basis- und 2015 als Zieljahr fest. Es war also möglich, die Erreichung der Ziele zu beobachten – und einzufordern. Die dafür nötige Evaluierung brachte für die einzelnen Ziele unterschiedliche Herausforderungen mit sich.
Die Sammlung der für die Auswertung nötigen statistischen Daten koordinierte die UN-Statistikabteilung UNSD.
Die Ziele 1 bis 7 nahmen die Entwicklungsländer in die Pflicht: Sie mussten ihre finanziellen Mittel für die Armen einsetzen, die Korruption bekämpfen, Gleichberechtigung und demokratische Prozesse fördern. Ziel 8 verpflichtete die Industrieländer dazu, ihre wirtschaftliche Machtstellung für eine Gleichberechtigung aller Länder zu gebrauchen. Das bedeutet: mehr Geld für eine qualitativ bessere Entwicklungshilfe, wirksamer Schuldenerlass, die Unterstützung von Regierungen, die die Armut bekämpfen, Abbau von Handelshemmnissen.

## Millenniumkampagne

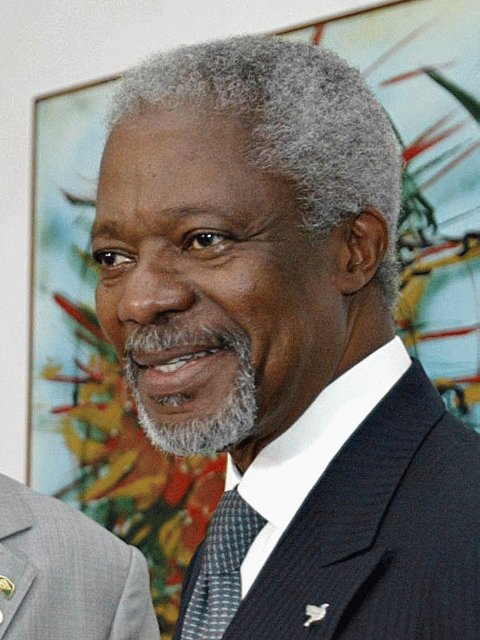
Kofi Annan – 7. Generalsekretär der Vereinten Nationen und Initiator der Millenniumkampagne

Zur Überprüfung und Durchsetzung der Ziele initiierte der damalige UN-Generalsekretär Kofi Annan im Jahre 2002 die Millenniumkampagne der Vereinten Nationen, die sich weltweit zum Ziel setzt, Bürger in den verschiedenen Nationen für die Millenniumsziele zu mobilisieren und so den öffentlichen Druck auf die Politik zur Durchsetzung der Ziele möglichst hoch zu halten.
„Mit Dir sind wir viele“ war das Motto der deutschen Kampagne zur Einhaltung der Ziele des Millennium-Gipfels, sie setzte Benno Fürmann und David Garrett ein.

## Millenniums-Gipfel 2010
Zum Auftakt der 65. UN-Generalversammlung fand vom 20. bis 22. September 2010 in New York ein Millenniumsgipfel statt, in dem eine Zwischenbilanz zur Umsetzung der Entwicklungsziele zehn Jahre nach ihrer Verabschiedung gezogen wurde. Rund 140 Staats- und Regierungschefs nahmen an dem auch als „Weltarmutskonferenz“ bezeichneten Treffen teil.
UN-Generalsekretär Ban Ki-moon mahnte zum Auftakt des Gipfels einen verstärkten Einsatz in der Bekämpfung der weltweiten Armut an. Es gebe spürbare Fortschritte bei der Umsetzung der Entwicklungsziele, die allerdings in vielen Ländern immer noch brüchig seien. In einem gemeinsamen Bericht der Vereinten Nationen und der OECD wurden vorab beachtliche Fortschritte in den Bereichen Regierungsführung, Frieden und Sicherheit, Grundschulbildung und Reduzierung der extremen Armut festgestellt. Vor allem die Sicherung des Zugangs zu Trinkwasser und sanitären Anlagen sowie die Bekämpfung der Kindersterblichkeit stellten aber noch große Herausforderungen für die Weltgemeinschaft dar.

## Ergebnisse 2015
Die folgende Tabelle stellt Ergebnisse dar, die im Bericht 2015 der Vereinten Nationen besonders hervorgehoben wurden und sich als Vergleichszahlen darstellen lassen.
| Nr. | Ziel                                                              | Messgröße                                                                                   | Vergleichsjahre | Basiswert  | Endwert   |
| --- | ----------------------------------------------------------------- | ------------------------------------------------------------------------------------------- | --------------- | ---------- | --------- |
| 1.  | Bekämpfung von extremer Armut und Hunger                          | Rate der extremen Armut in den Entwicklungsländern                                          | 1990 – 2015     | 47 %       | 14 %      |
| 1.  | Bekämpfung von extremer Armut und Hunger                          | Weltweite Zahl der in extremer Armut lebenden Menschen                                      | 1990 – 2015     | 1.962 Mio. | 836 Mio.  |
| 2.  | Primärschulbildung für alle                                       | Weltweite Zahl der Kinder im Grundschulalter, die keine Schule besuchen                     | 2000 – 2015     | 100 Mio.   | 57 Mio.   |
| 2.  | Primärschulbildung für alle                                       | Netto-Bildungsbeteiligungsquote im Grundschulbereich in Afrika südlich der Sahara           | 1990 – 2015     | 52 %       | 80 %      |
| 3.  | Gleichstellung der Geschlechter                                   | Bildungsbeteiligungsquote im Grundschulbereich in Südasien (Mädchen:Jungen)                 | 1990 – 2015     | 74:100     | 103:100   |
| 4.  | Senkung der Kindersterblichkeit                                   | Weltweite Neugeborenensterblichkeitsrate (Sterbefälle je 1.000 Lebendgeburten)              | 1990 – 2015     | 90         | 43        |
| 4.  | Senkung der Kindersterblichkeit                                   | Weltweite Zahl der Sterbefälle von Kindern unter fünf Jahren                                | 1990 – 2015     | 12,7 Mio.  | 6 Mio.    |
| 4.  | Senkung der Kindersterblichkeit                                   | Globale Durchimpfung der Kinder gegen Masern (mindestens eine Dosis Masern-Lebendimpfstoff) | 2000 – 2013     | 73 %       | 84 %      |
| 5.  | Verbesserung der Gesundheitsversorgung der Mütter                 | Weltweite Müttersterblichkeitsrate (Sterbefälle je 100.000 Lebendgeburten)                  | 1990 – 2013     | 380        | 210       |
| 5.  | Verbesserung der Gesundheitsversorgung der Mütter                 | Weltweiter Anteil der fachkundig betreuten Entbindungen                                     | 1990 – 2014     | 59 %       | 71 %      |
| 6.  | Bekämpfung von HIV/AIDS, Malaria und anderen schweren Krankheiten | Zahl der HIV-Neuinfektionen                                                                 | 2000 – 2013     | 3,5 Mio.   | 2,1 Mio.  |
| 6.  | Bekämpfung von HIV/AIDS, Malaria und anderen schweren Krankheiten | HIV-Infizierte in antiretroviraler Behandlung                                               | 2003 – 2014     | 0,8 Mio.   | 13,6 Mio. |
| 7.  | Ökologische Nachhaltigkeit                                        | Zugang zu verbesserter Trinkwasserversorgung                                                | 1990 – 2015     | 76 %       | 91 %      |
| 7.  | Ökologische Nachhaltigkeit                                        | Anteil der in Slums lebenden städtischen Bevölkerung in den Entwicklungsregionen            | 2000 – 2014     | 39,4 %     | 29,7 %    |
| 8.  | Aufbau einer globalen Partnerschaft für Entwicklung               | Öffentliche Entwicklungshilfe (in USD)                                                      | 2000 – 2014     | 81 Mrd.    | 135 Mrd.  |
| 8.  | Aufbau einer globalen Partnerschaft für Entwicklung               | Prozent der Weltbevölkerung, die das Internet nutzen                                        | 2000 – 2014     | 6 %        | 43 %      |

## Kritik
Kritiker bemängeln insbesondere am MDG 1 (Anteil der Menschen mit weniger als einem Dollar Tageseinkommen verringern), dass eine solche Monetarisierung das Armutsproblem zwar ökonomisch fassbar mache, es aber gleichzeitig zu einem reduzierten Armutsbegriff führe.
Daneben werden die folgenden Punkte kritisiert:
- Entwicklungsländer und zivilgesellschaftliche Akteure waren an der Formulierung der Ziele kaum beteiligt.[12]
- Die Ziele wurden sowohl als zu ambitioniert angesichts der mangelnden Kapazitäten in einigen Staaten kritisiert, als auch als zu unambitioniert angesichts der verbreiteten Not.[12]
- Besonders oft wurde bemängelt, dass Gerechtigkeit und Gleichheit nicht ausreichend adressiert würden.[12]
- Mehrere Kritiker vermissten die Berücksichtigung von Menschenrechten und politischen Rechten.[12]
- Einige Ziele benachteiligten Afrika relativ gesehen. Beispielsweise sei eine Halbierung der Armut in Ländern mit weniger Armen relativ einfach. Eine universelle Hochschulbildung sei dagegen schwieriger, je weiter man von diesem Ziel entfernt ist. So könnten Fortschritte, die Afrika erreicht, verdeckt werden, da sie gemessen an den MDG nicht gut genug abschneiden.[13]
- Die Ziele wurden teilweise als Rückschritt in der konzeptionellen Diskussion gewertet, gerade was die Eigenverantwortung der Partnerländer und die Notwendigkeit von guter Regierungsführung angeht. Diese ist lediglich in einem Unterziel zu Ziel 8 erwähnt, obwohl frühere Versionen Menschenrechte, Demokratie und Good Governance wie auch Frieden, Sicherheit und Abrüstung als grundlegende Ziele nannten; auch die fehlende Einbeziehung von zivilgesellschaftlichen Gruppen bei der Erarbeitung der UN-Millenniumserklärung und der MDGs wurde beklagt.[14]

Thomas Pogge, Direktor des Global Justice Program der Yale University, kritisierte, dass viele Millenniumsziele nur erreicht werden konnten, weil die Ziele selbst oder deren Definition „geschönt“ wurden: „Auf dem Welternährungsgipfel 1996 wollten die Regierungen die Anzahl der hungrigen Menschen noch bis zum Jahr 2015 halbieren. Auf dem Millenniumsgipfel 2000 sollte nur noch ihr Anteil an der Weltbevölkerung halbiert werden, später wurde auch noch das Basisjahr von 2000 auf 1990 vorverlegt. 2012 hat die FAO dann auch noch die Methode geändert, wie die Zahl der Hungrigen berechnet wird. Mit all diesen Tricks gelang es, einen stetig anwachsenden Trend in einen stetig abfallenden zu verwandeln.“
Je nachdem, welche Methode für die Berechnung der Unterernährung zugrunde gelegt werden, kommt man zu unterschiedlichen Ergebnissen: Laut Medienberichten komme man auf Basis der seit 2012 geltenden Methode zum Ergebnis einer fast kontinuierlichen Abnahme der Unterernährung in den 25 Jahren von 1990 und 2015, mit Ausnahme von einem vergleichbar kleinen Anstieg im Zeitraum 2002 bis 2004. Verwende man hingegen die bis 2012 geltende Methode, ergebe sich für diese 25 Jahre im Gegenteil ein Anstieg und für das Jahr 2009 sogar ein zuvor nie erreichter Höchstwert.
Globalisierungsforscher Franz Josef Radermacher bezeichnete es als Skandal, dass die Armutsgrenze von 1,25 Dollar über 25 Jahre nicht angepasst wurde, obwohl die Weltwirtschaft in diesem Zeitraum massiv wuchs.
Es gab nur ein an einkommenstarke Länder gerichtetes Ziel, nämlich MDG 8, eine globale Entwicklungspartnerschaft zu entwickeln. Der Fortschritt zu diesem Ziel wurde von Wissenschaftlern als enttäuschend bezeichnet. Der Fortschritt bei einigen anderen Zielen sei nur ein Nebeneffekt des starken Wirtschaftswachstums in China und Indien gewesen und nicht auf Aktivitäten zur Erreichung der Millenniumsziele zurückzuführen. Es gebe mehrere Ursachen: UN-Generalsekretär Ban Ki-Moon nannte uneingelöste Zusagen, inadäquate Ressourcen, einen Mangel an Fokus und Verantwortlichkeit und unzureichendes Interesse an nachhaltiger Entwicklung. Andere führten an, dass MDGs schon von ihrer Konzeption her nicht erreichbar waren.

## SDGs lösen Millenniums-Entwicklungsziele ab
Die Konferenz der Vereinten Nationen zu Nachhaltiger Entwicklung hat auf ihrem Gipfeltreffen in New York vom 25. September 2015 die Agenda 2030 mit ihren 17 neuen  Zielen für nachhaltige Entwicklung (Sustainable Development Goals, SDG) beschlossen. Eine 30-köpfige Arbeitsgruppe, die sich aus Vertretern der UN-Mitgliedstaaten zusammengesetzt hat, hat die Vorschläge erarbeitet. Von April 2014 bis 2015 lief die Initiative Zukunftscharta des Bundesministeriums für wirtschaftliche Zusammenarbeit, um den deutschen Beitrag zu den SDGs zu erarbeiten.